# Revue européenne du droit
La Revue européenne du droit (en abrégé : RED) est une publication scientifique bilingue, source de débats critiques autour des principales questions du monde contemporain abordées d’un point de vue juridique et stratégique, et sous un prisme européen.

## Présentation
La revue, dont le premier numéro est paru en septembre 2020, est éditée par le Groupe d'études géopolitiques, un think tank français et européen qui produit de la recherche à partir de la notion d’échelle en proposant une réflexion interdisciplinaire sur la géopolitique de l’Europe.
La revue propose un débat juridique ouvert sur les sciences sociales, accueillant des contributions de juristes chercheurs ou praticiens mais aussi de décideurs politiques ou des économistes : Anu Bradford, Stephen Breyer, Bernard Cazeneuve, Mireille Delmas-Marty, Laura Codruța Kövesi, Pascal Lamy, John Ruggie, Christiane Taubira, Dani Rodrik ou Jorge E. Viñuales.